# Pesem Evrovizije 2008
Pesem Evrovizije 2008 je bila 53. evrovizijska prireditev zapovrstjo. Gostila jo je Srbija, kajti zmagovalka Evrovizije 2007 je bila njihova predstavnica Marija Šerifović. Prvič v zgodovini sta bila dva predizbora, in sicer 20. in 22. maja. Finalni večer je potekal 24. maja. Zmagala je ruska pesem z naslovom Believe, ki jo je izvajal Dima Bilan. Izbor je potekal v Beograjski areni, eni največjih pokritih dvoran v Evropi.
Slovenska predstavnica Rebeka Dremelj se ni uvrstila v finale; nastopila je v prvem polfinalnem izboru ter zasedla 11. mesto in s tem zgrešila finale za 2 mesti (če bi zasedla 10. mesto, to ne bi bilo dovolj za finale, ker se je iz vsakega polfinalnega večera v finale uvrstila še ena država po ocenah strokovne žirije in v prvem polfinalnem večeru je to bila Poljska).

## Razdelitev v polfinale
24. januarja 2008 so vseh 38 držav, nastopajočih v polfinalu, razdelili v tako imenovane lonce; razdelitev so osnovali na podlagi zemljepisne lege in podajanja točk iz preteklih let. Takšno razdelitev so leta 2008 uvedli prvič in s tem želeli omiliti »podarjanje točk«. Preostalih 5 držav (veliki štirje: Francija, Španija, Nemčija in Velika Britanija ter zmagovalka preteklega leta Srbija) se je uvrstilo neposredno v finale.
| 1. lonec                                                                         | 2. lonec                                                                   | 3. lonec                                                                 |
| -------------------------------------------------------------------------------- | -------------------------------------------------------------------------- | ------------------------------------------------------------------------ |
| - Albanija - Bosna in Hercegovina - Hrvaška - Makedonija - Črna gora - Slovenija | - Danska - Estonija - Finska - Islandija - Norveška - Švedska              | - Belgija - Bolgarija - Ciper - Grčija - Nizozemska - Turčija            |
| 4. lonec                                                                         | 5. lonec                                                                   | 6. lonec                                                                 |
| - Andora - Irska - Latvija - Litva - Portugalska - Romunija                      | - Armenija - Belorusija - Gruzija - Izrael - Moldavija - Rusija - Ukrajina | - Azerbajdžan - Češka - Madžarska - Malta - Poljska - San Marino - Švica |

Žreb, ki je določil vrstni red nastopajočih v polfinalnih večerih, je potekal 17. marca 2008.

### Finale
V finale so se uvrstili:
- štirje veliki (Francija, Nemčija, Španija, Velika Britanija);
- gostujoča država (Srbija);
- 9 najbolje uvrščenih v vsakem polfinalu na podlagi telefonskega glasovanja;
- 1 najbolje uvrščena v vsakem polfinalu na podlagi glasov strokovne žirije (Poljska in Švedska).

| #  | Država               | Jezik                     | Izvajalec                         | Skladba                       | Uvrstitev | Točke |
| -- | -------------------- | ------------------------- | --------------------------------- | ----------------------------- | --------- | ----- |
| 01 | Romunija             | romunščina, italijanščina | Nico in Vlad                      | Pe-o Margine de Lume          | 20.       | 45    |
| 02 | Velika Britanija     | angleščina                | Andy Abraham                      | Even If                       | 25.       | 14    |
| 03 | Albanija             | albanščina                | Olta Boka                         | Zemrën E Lamë Peng            | 17.       | 55    |
| 04 | Nemčija              | angleščina                | No Angels                         | Disappear                     | 23.       | 14    |
| 05 | Armenija             | angleščina, armenščina    | Sirusho                           | Qele Qele                     | 4.        | 199   |
| 06 | Bosna in Hercegovina | bošnjaščina               | Laka                              | Pokušaj                       | 10.       | 110   |
| 07 | Izrael               | hebrejščina, angleščina   | Boaz                              | The Fire in Your Eyes         | 9.        | 124   |
| 08 | Finska               | finščina                  | Teräsbetoni                       | Missä miehet ratsastaa        | 22.       | 35    |
| 09 | Hrvaška              | hrvaščina                 | Kraljevi Ulice in 75 cents        | Romanca                       | 21.       | 44    |
| 10 | Poljska              | angleščina                | Isis Gee                          | For Life                      | 24.       | 14    |
| 11 | Islandija            | angleščina                | Eurobandið                        | This is My Life               | 14.       | 64    |
| 12 | Turčija              | turščina                  | Mor ve Ötesi                      | Deli                          | 7.        | 138   |
| 13 | Portugalska          | portugalščina             | Vânia Fernandes                   | Senhora do Mar (Negras Águas) | 13.       | 69    |
| 14 | Latvija              | angleščina                | Pirates of the Sea                | Wolves of the Sea             | 12.       | 83    |
| 15 | Švedska              | angleščina                | Charlotte Perrelli                | Hero                          | 18.       | 47    |
| 16 | Danska               | angleščina                | Simon Mathew                      | All Night Long                | 15.       | 60    |
| 17 | Gruzija              | angleščina                | Diana Gurtskaya                   | Peace Will Come               | 11.       | 83    |
| 18 | Ukrajina             | angleščina                | Ani Lorak                         | Shady Lady                    | 2.        | 230   |
| 19 | Francija             | angleščina, francoščina   | Sébastien Tellier                 | Divine                        | 19.       | 47    |
| 20 | Azerbajdžan          | angleščina                | Elnur in Samir                    | Day After Day                 | 8.        | 132   |
| 21 | Grčija               | angleščina                | Kalomira                          | Secret Combination            | 3.        | 218   |
| 22 | Španija              | španščina, angleščina     | Rodolfo Chikilicuatre             | Baila el Chiki Chiki          | 16.       | 55    |
| 23 | Srbija               | srbščina                  | Jelena Tomašević feat. Bora Dugić | Oro                           | 6.        | 160   |
| 24 | Rusija               | angleščina                | Dima Bilan                        | Believe                       | 1.        | 272   |
| 25 | Norveška             | angleščina                | Maria Haukaas Storeng             | Hold On Be Strong             | 5.        | 182   |

## Zemljevid
Legenda (države glede na uvrstitev):
| 1 | 2 | 3 | 4 | 5 | 6 | 7 | 8 | 9 | 10 | 11 | 12 | 13 | 14 | 15 | 16 | 17 | 18 | 19 | 20 | 21 | 22 | 23 | 24 | 25 |

## Referenca
1. ↑  »San Marino in Belgrade confirmed«. ESCToday.com. 21. november 2007. Pridobljeno 21. novembra 2007.
2. ↑  »Austria will not go to Belgrade«. ESCToday.com. 20. november 2007. Pridobljeno 20. novembra 2007.
3. ↑  »Eurosong 2008: Kako in za koga je glasovala Slovenija«. Evrovizija.com. Pridobljeno 14. julija 2008.
4. ↑  Sietse Bakker (17. marec 2008). »Belgrade 2008: The running order!«. Eurovision.tv. Pridobljeno 18. marca 2008.